# Pomellina Fregoso
Pomellina Fregoso (Genova, 1387/1388 – Monaco, 1468) fu la consorte del Signore di Monaco, nonché reggente della Signoria di Monaco dal 1457 al marzo 1458.

## Biografia

### Infanzia
Pomellina proveniva dalla nobilissima famiglia genovese dei Fregoso (talvolta indicati anche come Campofregoso), che vantava tra i propri membri alcuni dogi e molte personalità influenti della Repubblica di Genova. Lo stesso padre di Pomellina fu il doge Pietro Fregoso (1330-1404). Discussa è la figura della madre di Pomellina, che molti ritengono essere Teodora Spinola (?-1370?) e altri Benedetta Doria.

### Matrimonio

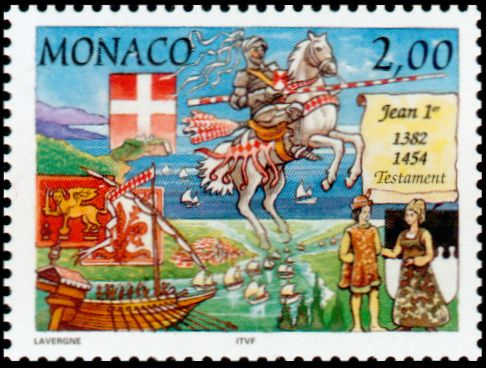
Un francobollo raffigurante i sovrani Pomellina e Giacomo I di Monaco

Pomellina Fregoso sposò Giovanni I di Monaco, con il quale ebbe tre figli.

### Signora di Monaco

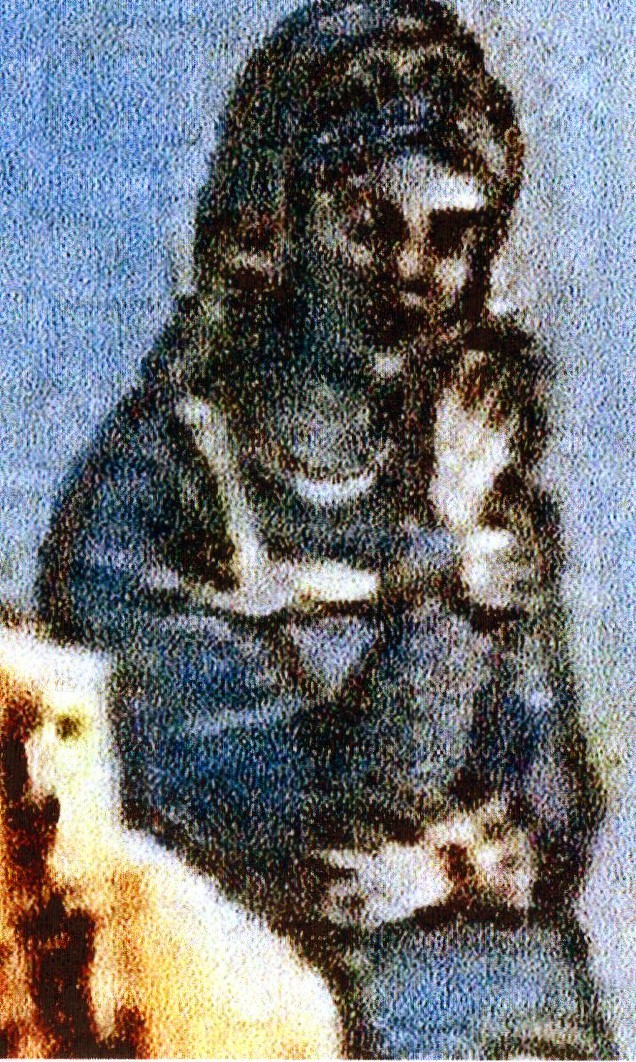
Claudina di Monaco

Ottenuta la reggenza in nome della pronipote Claudina alla morte del di lei figlio, Catalano, Signore di Monaco e Mentone (1454-57). Suo marito, Giovanni I, che inizialmente aveva governato assieme ai suoi due fratelli, venne fatto prigioniero dal Duca di Milano che minacciò di ucciderlo qualora la sovranità di Monaco non fosse stata ceduta in suo favore.

### Ultimi anni e morte
Pomellina, ad ogni modo, dimostrò coraggiose attitudini e riuscì a consentire il rilascio del marito senza la cessione del trono. Sua nuora fu Bianca del Carretto (m. 1458).
La Signora di Monaco morì nel 1468 a Monaco.

## Discendenza
Giovanni I di Monaco e Pomellina Fregoso ebbro tre figli:
- Costanza
- Catalano, erede al trono paterno
- Bartolomeo